# Бербис (колония)

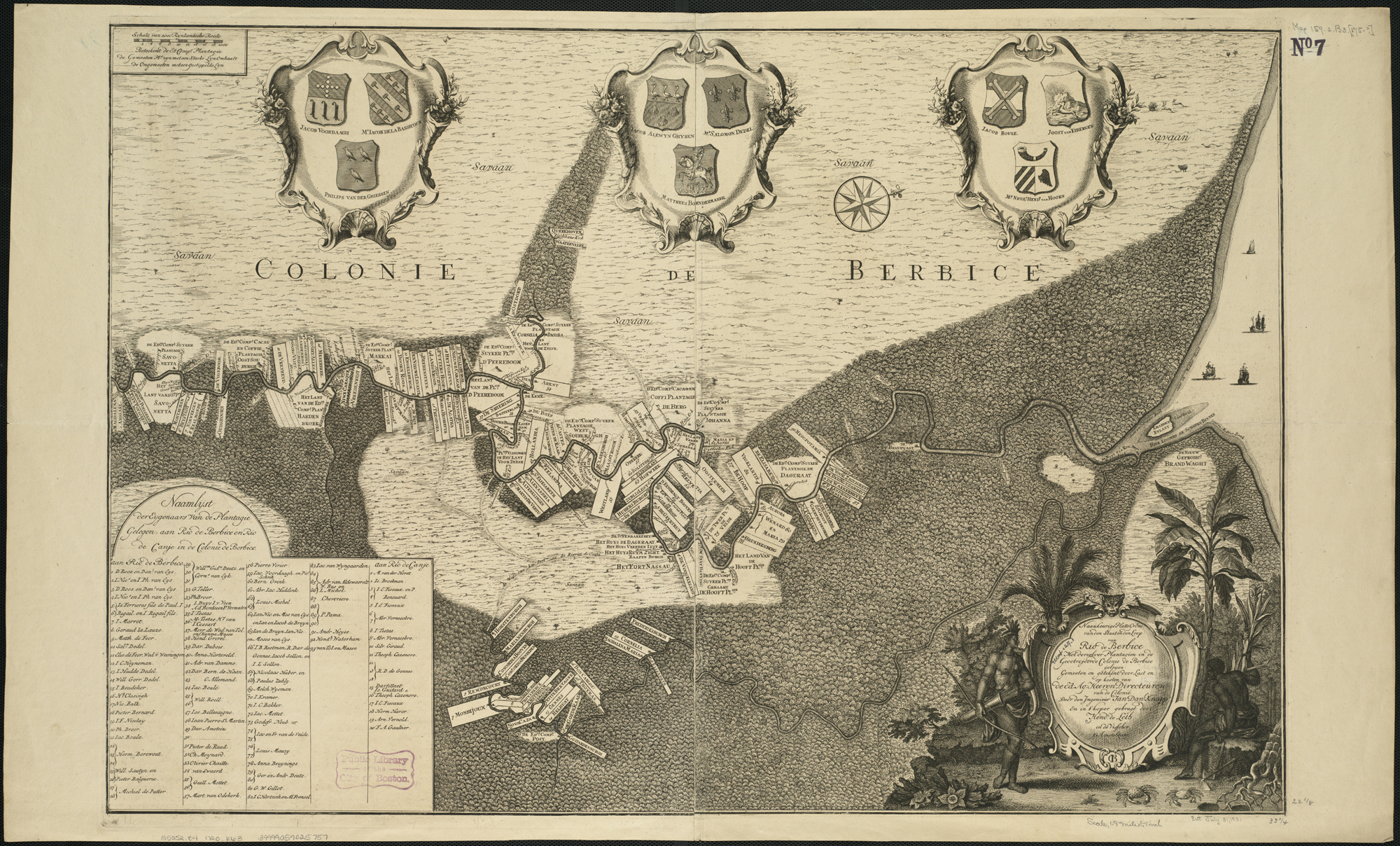
Карта Бербиса около 1720 года.

Бербис (нидерл. Berbice) — бывшая колония Нидерландов на северном побережье Южной Америки, вдоль реки Бербис, в 1627—1815 годах. После перехода под контроль британцев была объединена с Эссекибо и Демерарой, чтобы сформировать колонию Британская Гвиана в 1831 году. В 1966 году Британская Гвиана получила независимость и стала Гайаной.
Изначально Бербис был наследственным феодом семьи ван Пеере. Во второй половине колониального периода колония управлялась Обществом Бербис, образованным по образцу соседней колонии Суринам, которая управлялась Обществом Суринама. Столицей Бербиса до 1790 года был Форт-Нассау. В том же году город Новый Амстердам, который вырос вокруг Форт-Синт-Андрис, был сделан новой столицей колонии.

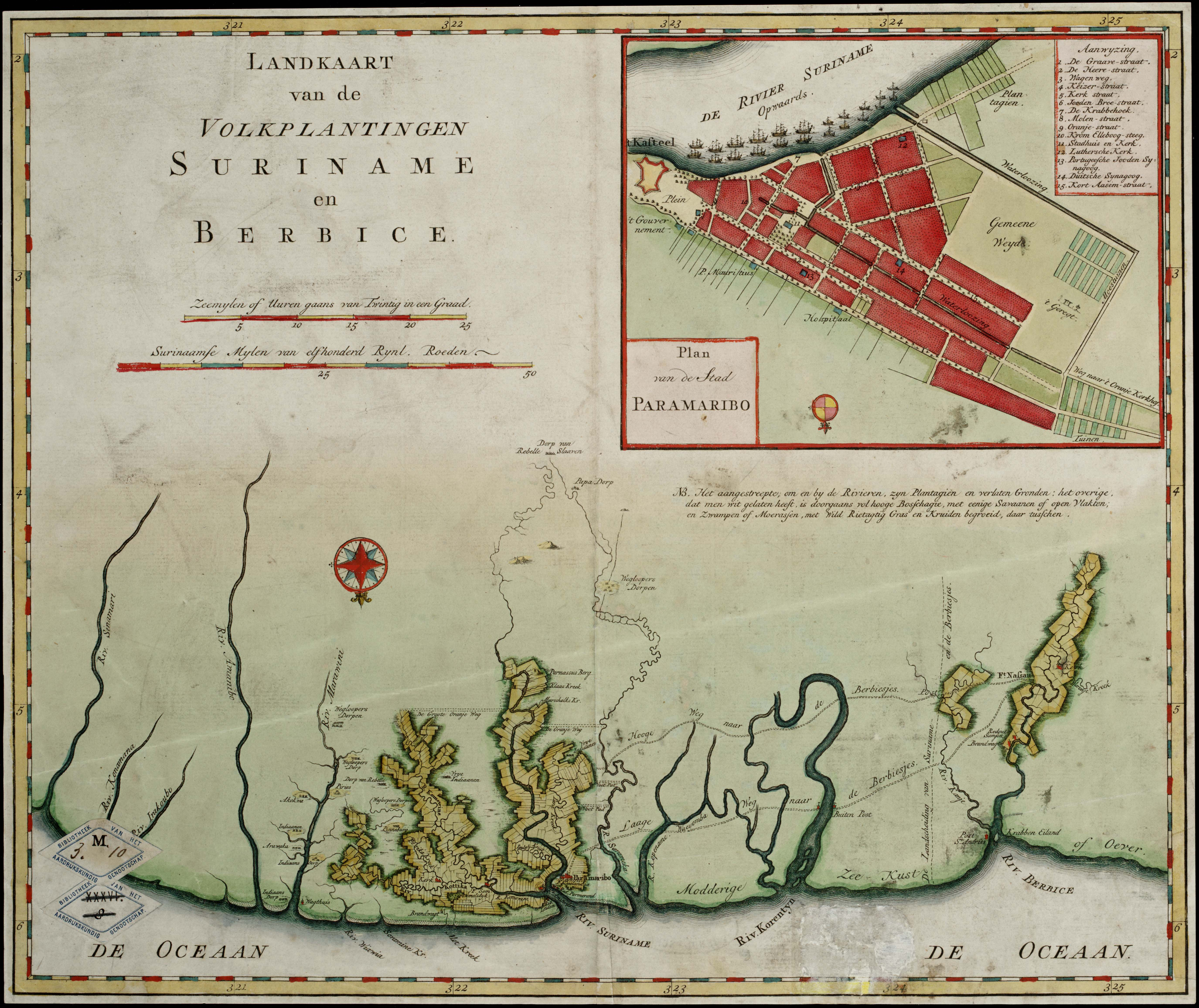
Бербис и Голландский Суринам около 1767 г.

## История
Колония Бербис была основана в 1627 году коммерсантом Абрахамом ван Пеере из Флиссингена, под общим управлением голландской Вест-Индской компании. До 1714 года колония оставалась личной собственностью семьи ван Пеере.
О ранних годах колонии мало что известно, кроме того, что в 1665 году поселенцам удалось отразить английскую атаку во время Второй англо-голландской войны.
Очевидно, что периодически возникали конфликты между второй голландской Вест-Индской компанией, возникшей на руинах обанкротившейся в 1674 году первой голландской Вест-Индской компании, и семьей ван Пеере. Спор о правах на колонию был решен 14 сентября 1678 года, когда был подписан устав, утвердивший Бербис как наследственный феод голландской Вест-Индской компании, находящийся во владении семьи ван Пеере.
В ноябре 1712 года Бербис был на короткое время оккупирован французами во главе с Жаком Кассаром в период войны за испанское наследство. Семья ван Пеере не хотела платить выкуп французам, чтобы освободить колонию. Тем не менее, чтобы не допустить полной потери земель, братья Николас и Хендрик ван Хорн, Арнольд Дикс, Петер Схурманс и Корнелис ван Пеере сообща заплатили выкуп 24 октября 1714 года, приобретя таким образом всю колонию.
В 1720 году пять владельцев колонии основали Общество Бербиса, по образцу Общества Суринама, которое управляло соседней колонией, чтобы привлечь больше капитала в колонию. В последующие годы экономическое положение Бербиса улучшилось, на его землях находились 12 плантаций в собственности Общества, 93 частных плантации вдоль реки Бербис и 20 плантаций вдоль реки Канье.
В 1733 году деревня, которая возникла вокруг Форт-Нассау, была названа Новый Амстердам (Nieuw Amsterdam). Форт и деревня были заброшены в 1785 году, поселенцы и гарнизон перебрались в Форт-Синт-Андрис, расположенной ниже по течению, в месте слияния реки Бербис с рекой Канье. Новая деревня также была названа Новый Амстердам, ныне это один из крупнейших городов Гайаны.
По относительному экономическому благополучию колонии был нанесен серьезный удар, когда вспыхнуло восстание рабов под руководством Коффи, провозгласившего себя губернатором Бербиса. Оно продолжалось с февраля 1763 года до начала 1764 года. Только применением грубой силы губернатор Вольферт Симон ван Гугенхайм смог, наконец, подавить восстание и восстановить голландское правление.

### Переход под британский контроль
27 февраля 1781 года английские войска заняли Бербис и соседние Демерару и Эссекибо в рамках четвертой англо-голландской войны, но в январе 1782 года колонии были заняты французами, союзниками голландцев. Парижский договор 1783 года вернул колонии под контроль голландцев. 22 апреля 1796 года Бербис был снова захвачен Великобританией и оставался в её руках до 27 марта 1802 года, когда был восстановлен в составе Батавской Республики в соответствии с условиями Амьенского договора. В сентябре 1803 года британцы вновь заняли регион, на этот раз навсегда. В англо-голландском договоре 1814 года колония была официально передана Соединенному Королевству, и после ратификации этого договора Нидерландами 20 ноября 1815 года все голландские судебные иски к колонии были отменены.
В рамках реформ вновь приобретенных колоний на южноамериканском материке англичане слили Бербис с колонией Демерара-Эссекибо и 21 июля 1831 года сформировали новую колонию Британская Гвиана, в настоящее время Гайана.
В 1838 году Бербис был сделан одним из трех округов Гвианы, наряду с Демерарой и Эссекибо. В 1958 году округ был ликвидирован, когда Гвиана была разделена на районы.
В настоящее время историческая область Бербис является частью нескольких гайанских административных районов, её название сохраняется в названиях регионов Ист-Бербис-Корентайн, Махайка-Бербис и Аппер-Демерара-Бербис.